# 村上和基
村上 和基（むらかみ かずき、1989年5月19日 - ）は、日本の飛込選手。2020年東京オリンピックに出場した。
群馬県富岡市出身。富岡市立額部小学校、富岡市立南中学校、前橋育英高等学校、上武大学、上武大学大学院卒業。
2012年ロンドンオリンピックの出場を逃した後に引退しボートレーサーを目指していたが、東京オリンピックの招致が決まると競技に復帰した。東京オリンピック出場時点では三重県スポーツ協会、東京スイミングセンター所属。